# Цірль
Цірль (нім. Zirl) — ярмаркове містечко і громада округу Інсбрук-Ланд у землі Тіроль, Австрія.
Цірль лежить на висоті  622 м над рівнем моря і займає площу  57,24 км². Громада налічує 7770 мешканців. 
Густота населення 136/км².  
Громада Цірль розташована на відстані приблизно 10 км від Інсбрука в долині річки Інн, там де збігаються річки Енбах і Шлосбах, неподалік від гір Карвендель.  
|                                |
| Цірль на мапі округу та землі. |

 Адреса управління громади: Bühelstraße 1, 6170 Zirl. 

## Демографія
Історична динаміка населення міста за даними сайту Statistik Austria

## Виноски
1. ↑  Dauersiedlungsraum der Gemeinden Politischen Bezirke und Bundesländer - Gebietsstand 1.1.2018 — Статистичне управління Австрії.
2. ↑  https://www.statistik.at/blickgem/blick1/g70369.pdf
3. ↑  www.mg.zirl.at. Архів оригіналу за 3 квітня 2022. Процитовано 8 квітня 2022. [Архівовано 2022-04-03 у Wayback Machine.]
4. ↑  Gemeindedaten von Zirl. Архів оригіналу за 13 квітня 2020. Процитовано 16 липня 2013.

| Австрія | Це незавершена стаття з географії Австрії. Ви можете допомогти проєкту, виправивши або дописавши її. |